# Malagassische baobab
De Malagassische baobab (Adansonia madagascariensis) is een boom uit de familie Malvaceae.
De soort komt voor in de droge loofbossen van Madagaskar maar is niet endemisch in Madagaskar, de boom groeit namelijk ook op Mayotte.

## Beschrijving
De boom wordt 5 tot 25 meter hoog. Hij heeft oranje tot rode bloemen die van februari tot april 's nachts uitkomen en worden bestoven door onder andere pijlstaarten.
De soort staat op de Rode Lijst van de IUCN geklasseerd als 'gevoelig'.

## Synoniemen
Synoniem zijn:
- Adansonia bernieri Baill. ex Poiss.
- Baobabus madagascariensis (Baill.) Kuntze[3]

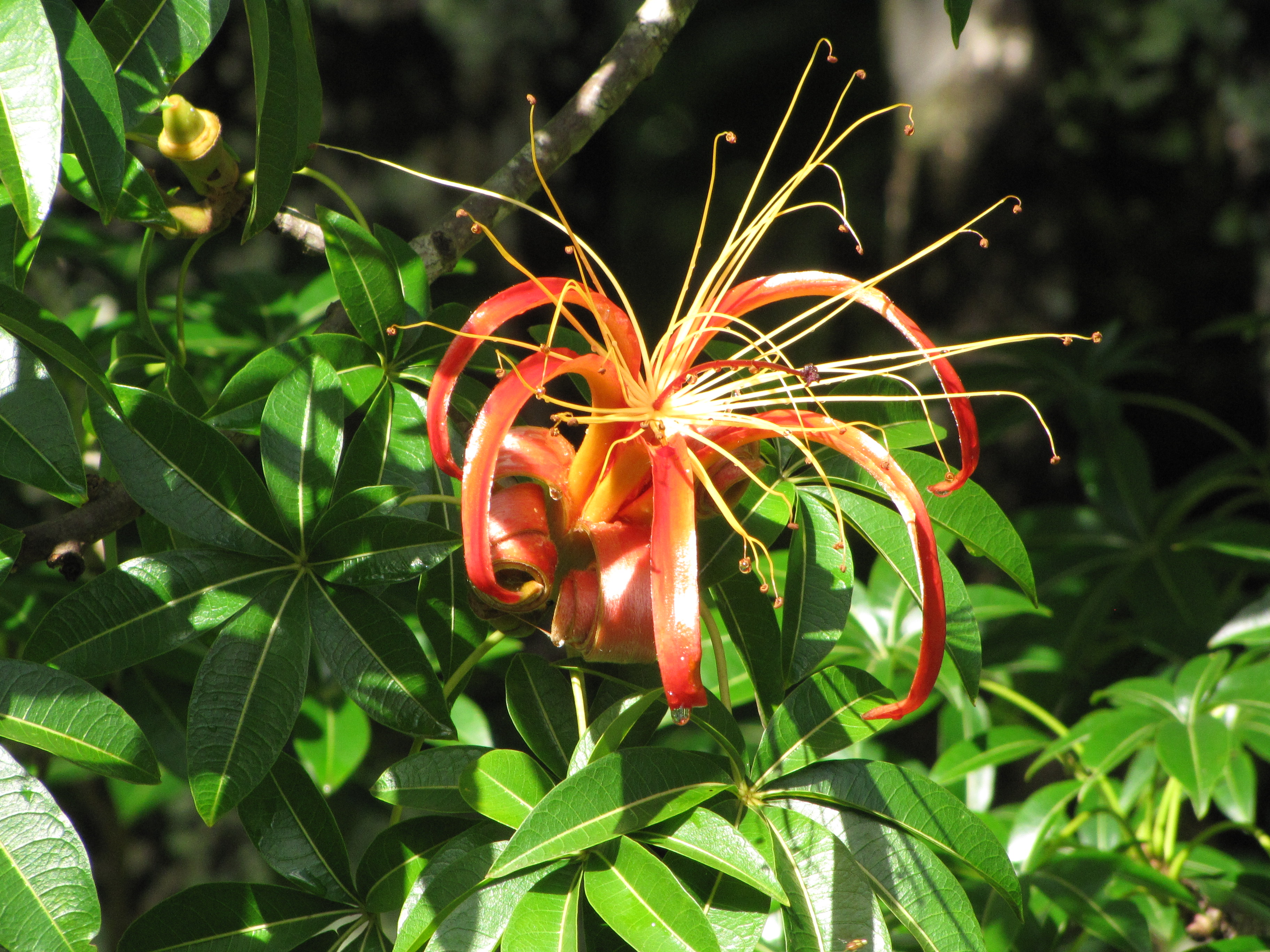
Bloem

... · 
A. digitata (Afrikaanse baobab) · 
A. grandidieri (Baobab van Grandidier) · 
A. gregorii (Australische baobab) · 
A. madagascariensis (Malagassische baobab) · 
A. perrieri (Baobab van Perrier) · 
A. rubrostipa (Fony baobab) · 
A. suarezensis (Suarez baobab) · 
A. za (Za baobab) · 
...